# حرب إعلامية
الحرب الإعلامية هي شكل من أشكال الصراع التي تعتبرها وسائل الإعلام سلاحاً قيماً. 

## مجالات ذات صلة
إن فكرة حرب المعلومات صالحة سواء في أوقات الحرب أو السلم، ولكن دائما في سياق النزاع.
جميع وسائل الإعلام يمكن حشدها: الصحف والملصقات والمنشورات والسينما والتصوير وأيضا وسائل الإعلام على شبكة الإنترنت من اتصالات وشبكات اجتماعية، ومدونات 
وصحف إلكترونيه ومنتديات، الجمهور المستهدف أولاً هم المقاتلين حلفاء أم أعداء، في الأمام أو الخلف (في سياق الحرب الشاملة) والرأي العام أيضا كان وطني أم عالمي.

## تاريخياً
أتت أول حرب إعلامية تم تحديدها في التاريخ الغربي خلال الحرب العالمية الأولى، للمرة الأولى حشدت جميع وسائل الإعلام من الصحف والملصقات والنشرات والسينما والصور الفوتوغرافية. 
ولكن وفقا للمؤرخ العسكري بيار رازو، فإن أول استخدام واسع النطاق للحرب الإعلامية يعود إلى الحرب العالمية الثانية.
ففي المحيط الهادئ، استضافت الشابات اللواتي يُطلق عليهن اسم وردة طوكيو، برامج إذاعية مؤيدة لليابان باللغة الإنجليزية.
تطورت الحرب الإعلامية بشكل كبير منذ ذلك الحين، خاصة خلال الصراعات التالية:

### الحرب الفيتنامية (1968)
خلال حرب فيتنام نهاية يناير 1968، كانت فترة الهدنة وعيد رأس السنة القمرية الجديدة، وفي ليلة 30 يناير، فاجأ الهجوم الفيتنامي الشمالي مائة مدينة في جنوب فيتنام بما في ذلك هوي وسيغون.
أما في العاصمة، فالهدف الأول هو السفارة الأمريكية، وهو هدف إعلامي على وجه التحديد. كان القتال شرس في الهجوم الفيتنامي المتعلق بالهجوم الانتحاري، واستمر القتال لعدة أسابيع. لم يكن هذا الهجوم متوقع على الإطلاق بسبب أهمية العطلة الدينية في البلاد، فيما يجتمع عدد كبير من الصحفيين في سايغون في تيت.
عندما نجح الأمريكيون في صد الجيش الفيتنامي الشمالي الذي ينزف حتى اخر رمق من خلال هذه العملية الانتحارية. كان حينها الجمهور الأمريكي اللذي يشاهد القتال يكاد يكون حياً بل مرعوب!
هز هجوم تيت الرأي العام وبالتالي مسار الحرب. تمثل هذه الصورة الأولى للحرب نقطة تحول في العلاقات بين الإعلام والجيش.

### قضية المقابر الجماعية لتيميشوارا (1989)
في ديسمبر 1989، خلال سقوط نظام تشاوتشيسكو أعلنت وسائل الإعلام الغربية، وخاصة وسائل الإعلام الفرنسية عن سقوط بضع مئات من القتلى ليزداد العدد خلال بضعة أيام إلى ما يزيد عن 70,000 قتيل! نتحدث هنا عن مقابر جماعية رغم ان معظم الشهادات والأرقام والتفسيرات لم يتم التحقق منها عندما حدثت هذه الوفيات! في الواقع لم يكن هناك مقبرة جماعية في تيميشوارا.

### حرب الخليج (1990 - 1991)
في أعقاب هزيمة الولايات المتحدة في حرب فيتنام، ويرجع ذلك بشكل جزئي إلى وسائل الإعلام التي تؤثر على الرأي العام العالمي، لا ترغب الولايات المتحدة في ارتكاب الخطأ الاستراتيجي نفسه. وهكذا خلال حرب الخليج، تعرضت وسائل الإعلام لمزيد من التدقيق من قبل السلطات الأمريكية  وتم التحكم بشكل خاص في عملية وصول الصحفيين إلى ساحات القتال، وفي المقابل، تبث السلطات الأمريكية إلى الصحفيين مقاطع فيديو لا تنتهك المصالح الوطنية.

## الحرب الاعلامية والجيش
تاريخياً، العلاقات بين الجيوش ووسائل الإعلام خاصة بسبب الثقافة المهمة بين هاتين العمليتين. تتمثل ثقافة مهارة الأسلحة في ممارسة أقصى قدر من السلطة التقديرية في العمليات التي يتم فيها تشغيل حياة البشر، أما الصحافة على العكس من ذلك فتدعي باسم حق المعلومات، أن تقول كل شيء.
على سبيل المثال، في «تأملات الحرية» في مجلة Armées d'aujourd'hui، يوصف الصحفي بأنه عدو خائن يهاجم الجنود الذين نزع سلاحهم بواجبهم الصمت.
يعرف الجيش اليوم أن التواصل «أداة قيادية»، على حد تعبير الأدميرال لانكسا، وأن إرشادات الاتصال يمكن أن تكون بنفس أهمية الإرشادات التشغيلية، وبالتالي يتم تدريب الجيش الفرنسي على الرد على الصحفيين أثناء خدمة مصالح البعثات، ويتم تعريف هذه التشكيلات بقواعد المناورة للاتصال العسكري.

## مقالات ذات صلة
- دعاية
- حرب المعلومات
- الحرب الإعلامية في الصراع العربي الإسرائيلي

## رابط خارجي
- دونالد رامسفيلد، " الحرب الإعلامية "، لا ليبري بلجيك ، 2 مارس 2006.